# Fransu
Fransu é uma comuna francesa na região administrativa de Altos da França, no departamento de Somme. Estende-se por uma área de 5,64 km². Em 2010 a comuna tinha 182 habitantes (densidade: 32,3 hab./km²).